# Amtliches Auskunftsbüro
Das Amtliche Auskunftsbüro ist eine Einrichtung des Deutschen Roten Kreuzes, die im Kriegsfall die Nationale Auskunftsstelle über Kriegsgefangene und in Gewalt einer Konfliktpartei befindliche Zivilisten sowie bei Katastrophen Suchdienst und Vermisstenauskünfte organisiert.

## Rechtsgrundlagen
Das Amtliche Auskunftsbüro erfüllt die von der Bundesregierung auf der Grundlage des Auftrages der Bundesregierung vom 8. September 1966 und der Suchdienstvereinbarung zwischen der Bundesregierung und dem Deutschen Roten Kreuz vom 8. Juni 2001 übertragene Aufgabe, die Nationale Auskunftsstelle gemäß Artikel 122 ff. des III. Genfer Abkommens und Artikel 136ff. des IV. Genfer Abkommens, auch im Hinblick auf Ziffer 6 Satz 2 der Anerkennungsbedingungen für nationale Rotkreuz- und Rothalbmondgesellschaften von 1948, vorzubereiten, zu planen und im Ernstfall einzurichten.
Um die Strukturen des Amtlichen Auskunftsbüro auch in Friedenszeiten sinnvoll nutzen zu können, wurden dem Suchdienst durch die DRK-Bundesversammlung auch die Wahrnehmung des Auskunftswesens bei Katastrophen und großen Schadensereignissen übertragen, denn auch hier kann es zur Trennung einander nahestehender Personen kommen und Auskünfte sind zu erteilen.
Nach Artikel 122 des III. und Artikel 136 des IV. Genfer Abkommens ist jede an einem Konflikt beteiligte Partei verpflichtet, ein Auskunftsbüro einzurichten für den Empfang und die Weitergabe von Informationen zu
1. den sich in ihrer Hand befindlichen Kriegsgefangenen (III. Genfer Abkommen) und
2. den sich in ihrer Gewalt befindlichen geschützten Zivilpersonen (IV. Genfer Abkommen)

Die Bundesrepublik Deutschland ist den vier Genfer Abkommen im Jahre 1954 beigetreten und hat damit auch die Verpflichtung übernommen, für den Konfliktfall ein Amtliches Auskunftsbüro einzurichten.

## Aufgaben

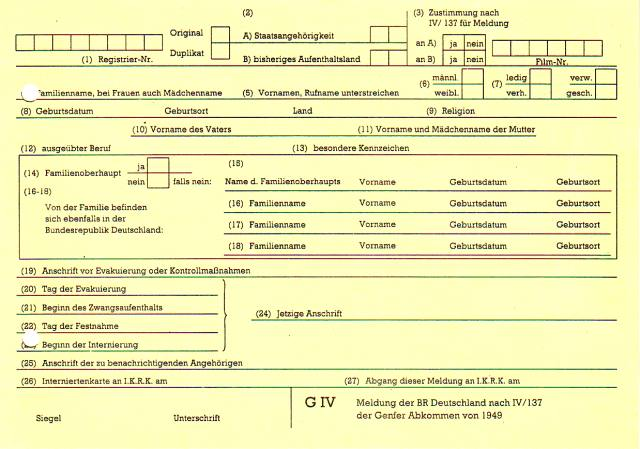
Zivilinternierten- meldekarte

Das Amtliche Auskunftsbüro ist nach Artikel 122 des III. Genfer Abkommens für ausländische Kriegsgefangene in eigener Hand und nach Artikel 136 des IV. Genfer Abkommens für geschützte Zivilpersonen ausländischer Herkunft im eigenen Herrschaftsbereich zuständig. Die Aufgaben nach beiden Genfer Abkommen werden von ein und demselben Auskunftsbüro wahrgenommen. Über deutsche Kriegsgefangene und Zivilinternierte * hingegen berichten die Amtlichen Auskunftsbüros anderer Staaten an das AAB der Bundesrepublik Deutschland.
Auch für die eigene Bevölkerung hat das AAB im Konfliktfall eine Reihe von Aufgaben zu erfüllen:
1. Hilfsmaßnahmen für Kinder unter 15 Jahren nach Artikel 24 des IV. Genfer Abkommens
2. Sicherstellung des Familienschriftwechsels nach Artikel 25 des IV. Genfer Abkommens
3. Nachforschungen nach dem Verbleib getrennter Familien nach Artikel 26 des IV. Genfer Abkommens und Artikel 74 des I. Zusatzprotokolls.

Den Kreisauskunftsbüros fallen im Konfliktfall folgende Aufgaben zu:
1. Für geschützte Zivilpersonen
  - Entgegennahme der Meldung über diese Personen von der zuständigen Verwaltungsbehörde
  - ggf. die Erstellung dieser Meldungen in Zusammenarbeit mit der zuständigen Verwaltungsbehörde
  - Weiterleitung der Meldungen
  - Mitwirkung an der Vermittlung von Interniertenschriftwechsel
2. Für die eigene Bevölkerung
  - Satzungsgemäße Suchdienstaufgaben
  - Benachrichtigung von Familien, deren Angehörige in Kriegsgefangenschaft geraten sind
  - Benachrichtigung von Familien, deren Angehörige im Ausland interniert wurden
  - Aushändigung der vom LAB zugestellten persönlichen Wertgegenstände ehemaliger Kriegsgefangener oder Internierter an die betroffenen Familien
  - Beratung der Familien in allen Fragen, die mit dem konfliktbedingten Schicksal eines Angehörigen zusammenhängen.

Die Verantwortung für die Meldungen ausländischer Kriegsgefangener liegt bei der Bundeswehr. Die Registrierung der ausländischen Kriegsgefangenen wird von der Bundeswehrauskunftsstelle übernommen, die die Daten direkt an die D/AAB weitergibt.

## Organisation
Wie auch der Suchdienst des Deutschen Roten Kreuzes ist das Auskunftswesen dezentral organisiert. Die Basis der Arbeit liegt bei den Kreisverbänden, bei denen die Kreisauskunftsbüros (KAB) angesiedelt sind. Bei den 19 Landesverbänden des Deutschen Roten Kreuzes gibt es je ein Landesauskunftsbüro (LAB) und auf Bundesebene beim Generalsekretariat die Direktion des Amtlichen Auskunftsbüros (D/AAB). Der D/AAB direkt zugeordnet ist der Suchdienst München, der im Konfliktfall mit seinem Personal die ausführende Stelle der D/AAB ist.

### Direktion des Amtlichen Auskunftsbüros (D/AAB)
Die Direktion des Amtlichen Auskunftsbüros beim Generalsekretariat des Deutschen Roten Kreuzes unterhält die Suchdienst-Leitstelle. Sie ist für alle nationalen Suchdienstaufgaben zuständig, die sie gemeinsam mit den beiden Außenstellen in Hamburg und München erledigt. Gleichzeitig ist die D/AAB der zentrale Schnittpunkt zum Internationalen Komitee vom Roten Kreuz (IKRK) in Genf, wo alle staatenübergreifenden Suchanfragen und Meldungen eingehen und an das jeweils zuständige AAB weitergeleitet werden.

### Landesauskunftsbüro (LAB)
Das Landesauskunftsbüro nimmt alle Suchdienstaufgaben (Nachforschungsdienst, Familienzusammenführung, Hilfs- und Beratungsdienst, Amtliches Auskunftsbüro) auf Länderebene wahr und hat seinen Sitz beim jeweiligen Landesverband. Es koordiniert den Einsatz der Kreisauskunftsbüros in Zusammenarbeit mit den zuständigen Katastrophenschutzbehörden.

### Kreisauskunftsbüro (KAB)
Ein KAB hat in der Regel seinen Sitz bei einem DRK-Kreisverband und wird von den Mitgliedern des Arbeitskreises Suchdienst gebildet. Da nach der Gebietsreform die Kreisbereiche oftmals wesentlich größer geworden sind, kann es auch Außenstellen des KAB oder mehrere KAB in einem Kreisverband geben. Im Katastrophenfall ist es möglich, das KAB resp. die von ihm einzurichtende Personenauskunftsstelle (PASt) räumlich auszulagern, damit es näher am Schadensgebiet ist. Das Personal des KAB besteht aus ehrenamtlichen Helfern, einem ehrenamtlichen Leiter des KAB und dessen Stellvertreter.

### Personenauskunftsstelle (PASt)
Durch ein Kreisauskunftsbüro wird bei Bedarf auf Anordnung der unteren Katastrophenschutzbehörde eine Personenauskunftsstelle eingerichtet und betrieben. Eine PASt wird, je nach Lage, präventiv bei Großveranstaltungen und Großeinsätzen und stets bei Konflikten und Katastrophen eingerichtet. Sie sammelt Meldungen und Anfragen über den Verbleib von Personen und erteilt Auskünfte zum Verbleib Betroffener an berechtigte Personen. Darüber hinaus arbeitet sie mit der Katastrophen-Einsatzleitung, der Polizei, der Rettungsleitstelle und anderen beteiligten Ämtern und Behörden zusammen und sichert den Datenrückfluss an die Katastrophenschutzbehörde im Rahmen des Katastrophenmanagements.

#### Arbeitsablauf

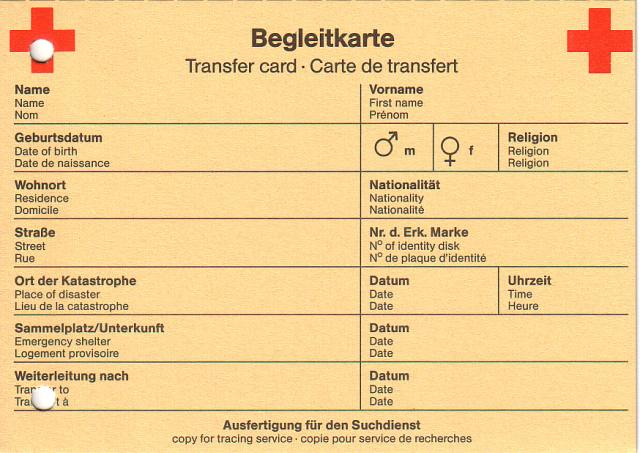
Begleitkarte

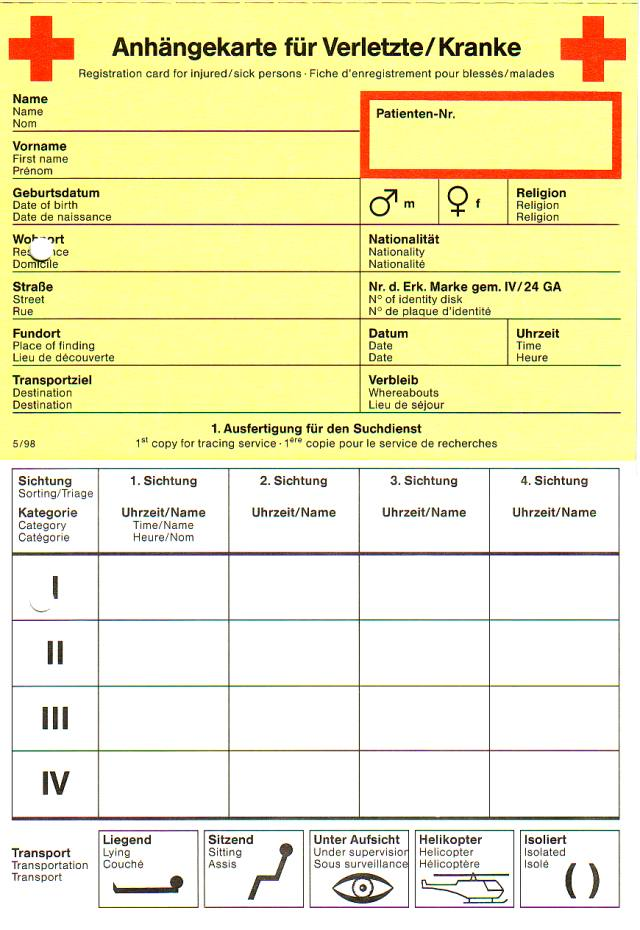
Anhängekarte für Verletzte/Kranke

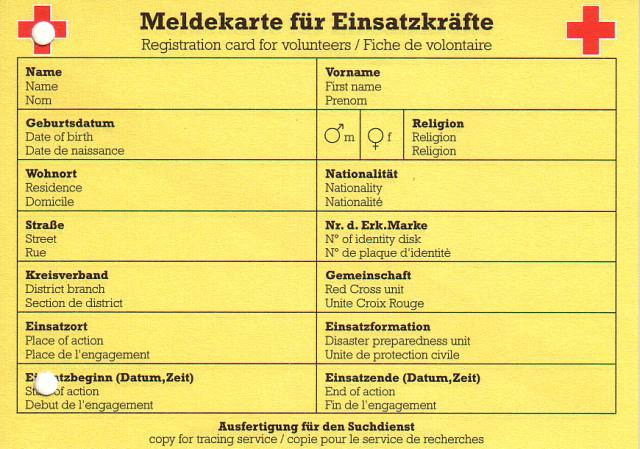
Meldekarte für Einsatzkräfte

Kommt es zu einer Katastrophe, so haben die Betroffenen selbst, aber auch diejenigen, die von dieser Katastrophe in Kenntnis gesetzt werden, verständlicherweise den dringenden Wunsch zu erfahren, ob Angehörige und/oder Freunde betroffen sind bzw. wo sie sich gerade aufhalten. Vor Ort befindliche Helfer werden also oft mit Fragen bestürmt, die sie erstens nicht beantworten können und die sie zweitens bei ihrer Arbeit behindern. Um nun zu vermeiden, dass diese Leute sich selbst auf die Suche nach ihren Angehörigen oder Freunden machen und somit die Lage im Katastrophengebiet noch unübersichtlicher machen, werden durch die alarmierten Kreisauskunftsbüros Personenauskunftsstellen eingerichtet.
Jeder Betroffene, der durch vor Ort befindliche Einsatzkräfte aufgefunden wird, wird umgehend registriert. Auf dem Registriervordruck werden neben den Personalien auch der Fundort sowie der geplante Verbleib festgehalten. Dieser Registriervordruck wird der Personenauskunftsstelle überstellt. Ebenso werden alle vor Ort befindlichen Einsatzkräfte und Helfer mit Personalien und geplantem Einsatzgebiet erfasst und an die Personenauskunftsstelle gemeldet, so dass auch sie im Ernstfall gefunden werden können.
Personen, die nach Angehörigen oder Freunden suchen, können ihre Suchanfrage nun in der Personenauskunftsstelle erfassen lassen. Sowohl Meldungen als auch Anfragen werden in der Katastrophenkartei eingeordnet. Hier kommt es aufgrund des vom Suchdienst entwickelten Karteibegegnungsverfahrens zum Zusammentreffen einer Suchanfrage und einer Meldung über den Verbleib einer Person, z. B. einer Ausweis- und Bezugskarte. Dem Suchenden kann auf diese Weise Auskunft erteilt werden, wo sich die gesuchte Person nach unseren Informationen befindet.
Die lange bewährte Katastrophenkartei mit dem Karteibegegnungsverfahren wird inzwischen durch das EDV-Programm „Xenios“ unterstützt, das es bei entsprechender Vernetzung ermöglicht, die Suche bundesweit auszudehnen. Allerdings werden die herkömmlichen Registrierunterlagen nicht überflüssig, und das aus mehreren Gründen. Nicht jeder Helfer verfügt über ein mobiles Datenerfassungsgerät und nicht immer ist die Personenauskunftsstelle in solchen Gebieten untergebracht, die es ermöglichen, die benötigte Technik mit Strom zu versorgen. Ebenso muss auch weiterhin ein Teil der Registrierunterlagen beim Betroffenen verbleiben, um im Notfall eine Identifizierung vornehmen zu können.

#### Alarmierung
Für die Alarmierung des KAB gibt es drei Alarmstufen:

##### Alarmwarnung
Die Alarmwarnung dient der ständigen Erreichbarkeit des KAB/PASt-Personals (Rufbereitschaft) und umfasst folgende Maßnahmen:
- Die KAB-Leitung (Leiter, Stellvertreter) wird über die Lage informiert.
- Beurteilung der Lage und Entscheidung über weitere Maßnahmen.

##### Voralarm
Der Voralarm dient der Sicherstellung der kurzfristigen Einsatzbereitschaft. Die DRK-Leitungsgruppe des zuständigen Kreisverbandes tritt zusammen. Es wird geprüft, ob die für den Einsatz vorgesehenen Kräfte erreichbar und abkömmlich sind und ob die nötigen Einrichtungen zur Verfügung stehen. Folgende Sofortmaßnahmen werden eingeleitet:
- Die KAB-Leitung wird über die Lage informiert.
- Die ständige Erreichbarkeit eines KAB-Ansprechpartners wird gewährleistet.
- Erforderliche Maßnahmen seitens des KAB werden festgelegt.
- Die KAB-Mitarbeiter werden voralarmiert.
- Die vorgesehenen Räume und Materialien für das KAB werden bereitgestellt.
- Meldung zur Lage und zu den eingeleiteten Maßnahmen an das Landesauskunftsbüro (LAB).

##### Alarm
Es erfolgt der Auftrag zur Einrichtung einer Personenauskunftsstelle (PASt) durch die untere Katastrophenschutzbehörde. Neben der Weiterleitung der Meldung an den KAB-Leiter und dessen Stellvertreter, der Alarmierung der KAB-Mitarbeiter und der Gewährleistung einer der Lage entsprechenden Mindeststärke werden folgende Maßnahmen getroffen:
- Einrichtung der vorgesehenen Räume und Aufbau der Funktionsbereiche.
- Sicherstellung der Kommunikation und EDV (Telefon, FAX, PC/Notebook, Internetverbindung).
- Meldung der Einsatzbereitschaft an die Leitungsgruppe und das Landesauskunftsbüro.

Sobald die Einsatzbereitschaft der PASt bestätigt ist, erfolgt die öffentliche Bekanntgabe der Rufnummer und Anschrift der PASt.

## Ausstattung
Jedes Kreisauskunftsbüro wird mit einer sogenannten KAB-Kiste ausgestattet. Diese enthält neben der Formularpackung mit allen Registriervordrucken eine Rotkreuzfahne, den Einsatzplan des Kreisauskunftsbüros, diverse Büromaterialien und Schilder. Viele Kreisauskunftsbüros sind mit tragbaren Computern und entsprechender Zusatztechnik wie Drucker ausgestattet.

### Registriervordrucke
| Bezeichnung | Farbe                      | Größe            | Anwendung            |
| --- | -------------------------- | ---------------- | -------------------- |
| Begleitkarte | Gelb/Weiß – Gelb/Weiß      | DIN A6           | Katastrophe/Konflikt |
| Die Begleitkarte dient der Erstregistrierung unverletzt gebliebener Beteiligter. Sie ist ein Formularsatz aus drei Blättern, der im Durchschreibeverfahren ohne Kohlepapier ausgefüllt wird. Steht wenig Zeit zur Verfügung, so müssen, ausgenommen alleinstehende Kinder und alte Menschen, die Betroffenen die Karte selbst ausfüllen.                                                                                     |                            |                  |                      |
| Anhängekarte für Verletzte/Kranke | Gelb/Weiß – Gelb/Weiß      | DIN A6           | Katastrophe/Konflikt |
| Diese Karte dient der Registrierung Verletzter/Kranker und dokumentiert zugleich die wesentlichen notfallmedizinischen Parameter. Für den Suchdienst enthält sie Daten über den Fundort, ein evtl. Transportziel und den Verbleib des Verletzten/Kranken. Auch hier wird im Durchschreibeverfahren auf mehreren Formularen zugleich geschrieben.                                                                             |                            |                  |                      |
| Ausweis- und Bezugskarte | Gelb/Weiß – Gelb/Weiß/Weiß | DIN A6           | Katastrophe/Konflikt |
| Die Ausweis- und Bezugskarte dient zum einen als Ausweis in Notunterkünften und ähnlichen und zum anderen als Nachweis über ausgehändigte (zum Verbleib) oder ausgeliehene (bei Verlassen der Notunterkunft abzugebende) Gegenstände des täglichen Bedarfs. |                            |                  |                      |
| Meldekarte für Einsatzkräfte | Gelb/Weiß – Gelb/Weiß      | DIN A6           | Katastrophe/Konflikt |
| Mit dieser Karte werden alle vor Ort befindlichen Einsatzkräfte registriert. In ihr werden neben den Personalien auch die organisatorische Zugehörigkeit und der Einsatzort festgehalten. Oftmals wird aus Zeitgründen auf diese Karte verzichtet, und die Helferregistrierung erfolgt über Listen. |                            |                  |                      |
| DRK-Suchkarte | Grün                       | DIN A6           | Katastrophe/Konflikt |
| DRK-Stammkarte | Gelb                       | DIN A6           | Katastrophe/Konflikt |
| Diese beiden Karten werden stets zusammen ausgefüllt. Die DRK-Suchkarte enthält alle Daten zur gesuchten Person: Personalien, soweit bekannt, letzter Kontakt, letzte Begegnung, sachdienliche Hinweise. Die DRK-Stammkarte enthält die Personalien des Suchenden sowie bis zu drei gesuchte Personen. Erfasste Betroffene, die über entsprechende Karten gemeldet wurden, werden ebenfalls in einer DRK-Stammkarte erfasst. |                            |                  |                      |
| DRK-Schicksalsmeldekarte | Rosa                       | DIN A5           | Katastrophe/Konflikt |
| Hier werden Einzelmeldungen von Augenzeugen und anderen Personen (Dritten) erfasst, die unter Umständen hilfreich bei der Suche sein können. |                            |                  |                      |
| Schnellbenachrichtigungspostkarte | Weiß                       | DIN A6           | Katastrophe/Konflikt |
| Mit dieser Postkarte können Katastrophenopfer ihre Angehörigen (im Inland) auf schnellem Wege über ihr Schicksal informieren. Sie kommt nur dann zum Einsatz, wenn kein anderer Weg (Telekommunikation etc.) zur Verfügung steht |                            |                  |                      |
| IKRK-Formular 61 | Weiß                       | DIN A5           | Katastrophe/Konflikt |
| Dieses Formular dient der Benachrichtigung der Angehörigen durch den Internierten oder Kriegsgefangenen selbst, wenn der Auslandspostverkehr unterbrochen ist, und der Benachrichtigung nächster Angehöriger im Ausland durch die eigene Bevölkerung, wenn der normale Postweg gestört ist. |                            |                  |                      |
| Suchantrag SKA 06 | Weiß                       | DIN A4           | Katastrophe          |
| Findet eine Katastrophe im Ausland statt, so können Angehörige vermutlicher Opfer mit diesem Antrag die Suche einleiten. |                            |                  |                      |
| Kindermerkmalkarte, GIV/24 | Weiß                       | DIN A4           | Konflikt             |
| Diese Karte dient der Registrierung von Kindern unter 12 Jahren, die aufgefunden oder gesucht werden. In ihr werden alle wesentlichen Merkmale der jeweiligen Kinder aufgenommen, die einer eindeutigen Identifizierung dienlich sein könnten. |                            |                  |                      |
| Meldekarte GIII (Kriegsgefangene) | Weiß                       | in Überarbeitung | Konflikt             |
| Mit der Meldekarte GIII (nach dem 3. Genfer Abkommen) werden Kriegsgefangene erfasst. |                            |                  |                      |
| Kriegsgefangenschaftskarte IKRK | Weiß                       | DIN A6           | Konflikt             |
| Mit Hilfe dieser Karte ist es einem Kriegsgefangenen möglich, das IKRK selbst über seine Gefangennahme und seinen aktuellen Aufenthaltsort zu informieren. |                            |                  |                      |
| Kriegsgefangenenpostkarte privat | Weiß                       | DIN A6           | Konflikt             |
| Die Kriegsgefangenenpostkarte ermöglicht es dem Kriegsgefangenen, selbst seine Angehörigen über seine Gefangennahme und seinen aktuellen Aufenthaltsort zu informieren. |                            |                  |                      |
| Zivilinterniertenmeldekarte, GIV/137 | Gelb                       | DIN A5           | Konflikt             |
| Mit der Meldekarte GIV (nach dem 4. Genfer Abkommen) werden geschützte Personen registriert und deren aktueller Aufenthaltsort erfasst. In der Regel handelt es sich bei diesen Personen um Zivilinternierte. |                            |                  |                      |
| Zivilinterniertenpostkarte IKRK | Weiß                       | DIN A5           | Konflikt             |
| Mit dieser Karte kann ein Zivilinternierter selbst dem IKRK Informationen über seine Internierung und seinen aktuellen Aufenthaltsort zukommen lassen. |                            |                  |                      |
| Zivilinterniertenpostkarte privat | Weiß                       | DIN A5           | Konflikt             |
| Analog zur Kriegsgefangenenpostkarte dient diese Karte dem Zweck, dass der Zivilinternierte seine Angehörigen selbst über die Internierung informieren kann. |                            |                  |                      |
| Familienzusammenführungskarte, GIV/26 | Weiß                       | DIN A4           | Konflikt             |
| Mit diesem Formular kann ein Antrag auf Familienzusammenführung an den Suchdienst gestellt werden. |                            |                  |                      |

Zusätzlich gehören noch folgende Infoblätter zum Formularbestand eines Auskunftsbüros:
| Bezeichnung                          | Farbe | Größe  | Anwendung            |
| ------------------------------------ | ----- | ------ | -------------------- |
| III.–IV. Genfer Abkommen, 12.08.1949 | Weiß  | DIN A4 | Infoblatt (7 Seiten) |
| Genfer Abkommen, 1859–1977, I–IV     | Weiß  | DIN A4 | Infoblatt            |
| Die Struktur des DRK-Suchdienstes    | Weiß  | DIN A4 | Infoblatt            |
| Die Organisation des AAB             | Weiß  | DIN A4 | Infoblatt            |
| Das Kreisauskunftsbüro               | Weiß  | DIN A4 | Infoblatt            |

## Suchverfahren

### Karteibegegnungsverfahren

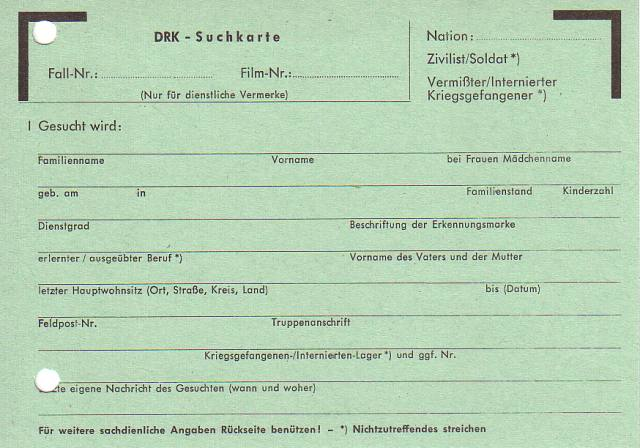
DRK-Suchkarte

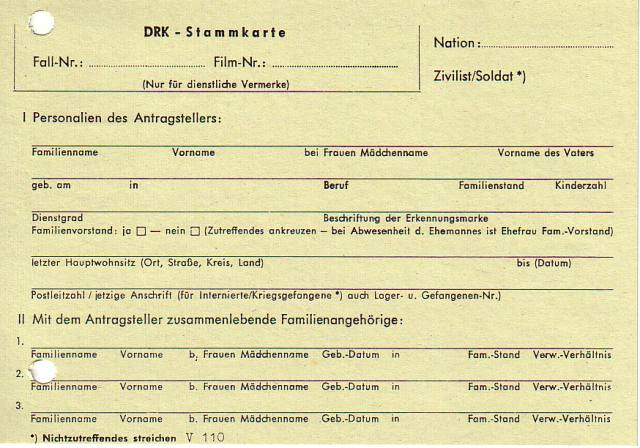
DRK-Stammkarte

Entwickelt wurde das Karteibegegnungsverfahren im Frühjahr 1945 durch zwei Offiziere, die ohne jeglichen offiziellen Auftrag ein Flüchtlingshilfswerk gründeten. Oberleutnant Helmut Schelsky und Leutnant Kurt Wagner, die beide an der Ostfront gekämpft hatten, sahen in Flensburg Zehntausende Flüchtlinge auf der Suche nach einer Unterkunft und in der Hoffnung, Angehörige wiederzufinden. Sie fingen an, die Flüchtlinge zu registrieren, und mit Hilfe der Listen der registrierten Flüchtlinge errichteten sie eine Dienststelle: „Deutsches Rotes Kreuz, Flüchtlingshilfswerk, Ermittlungsdienst, Zentral-Suchkartei“.
Da man davon ausgehen muss, dass jeder Suchende auch gleichzeitig ein Gesuchter sein kann/muss, bauten Schelsky und Wagner eine Doppelkartei auf. Auf der Stammkarte wurden die Daten des Suchenden verzeichnet, auf der Suchkarte die des Gesuchten.
Somit war das Karteibegegnungsverfahren geboren, das noch bis heute angewendet wird:
Nach der Registrierung von Betroffenen und Suchenden stehen sich in der Suchkartei zwei Karten gegenüber. Die DRK-Suchkarte und die DRK-Stammkarte. Diese Karten werden getrennt alphabetisch in die Suchkartei einsortiert. Anschließend werden die Karten solange miteinander verglichen, bis eine DRK-Stammkarte einer DRK-Suchkarte zugeordnet werden kann. Dabei werden die Karten in beide Richtungen miteinander verglichen, da ein Suchender ebenso ein Gesuchter sein kann.

### Xenios

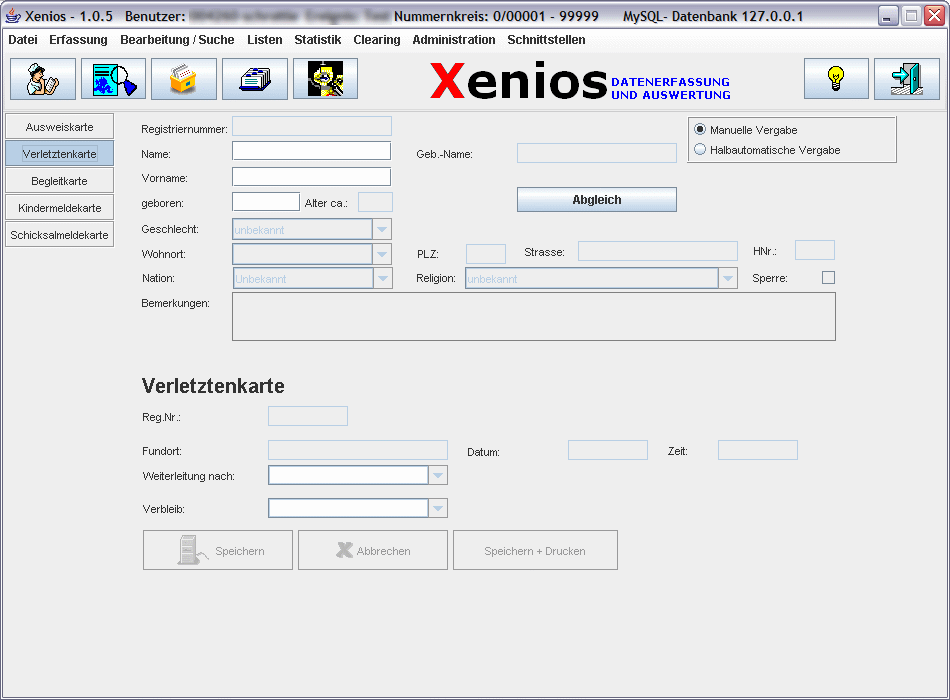
Screenshot: Xenios im Betrieb auf einem lokalen mySQL-Server

Xenios ist ein Programm das auf Java basiert und gemeinsam mit einem mySQL- oder Oracleserver arbeitet. Auf den Rechnern der Auskunftsbüros sind lokale mySQL-Server installiert, die im Falle eines kleinen Einsatzes oder bei fehlender Internetverbindung genutzt werden können. Bei größeren Einsätzen oder bei bestehender Internetverbindung wird auf einen zentralen Oracle-Server zurückgegriffen. Wird ein lokaler Server verwendet, so kann später ein Datenaustausch mit dem zentralen Oracle-Server erfolgen.
Die Einführung von Xenios löst zwar das bewährte Kartenbegegnungsverfahren nicht ab, unterstützt es jedoch ungemein. Nach der Erfassung aller Daten in den von Hand beschriebenen Karten werden diese Daten in Xenios erfasst. Suchanfragen, die nach der Dateneingabe kommen, können so sehr schnell beantwortet werden, da Xenios mittels Datenbankabfrage wesentlich schneller fündig wird.
Kommt Xenios bei größeren Einsätzen zur Verwendung, ist es möglich, mehrere beteiligte KAB auf denselben Datenstamm zugreifen zu lassen und somit auch ortsübergreifende Suchanfragen zu bearbeiten. Auch organisationsübergreifender Datenaustausch wird durch Xenios möglich. Viele Behörden, die mit Sicherheitsaufgaben betraut sind, setzen bereits Xenios ein und unterstützen somit die Arbeit der Auskunftsbüros. Der erste Testlauf dieser Art war die Internationale Luft- und Raumfahrtausstellung (ILA) 2006 in Berlin, bei der mehrere beteiligte KAB aus dem Land Brandenburg vernetzt wurden.